# Wissadula cruziana
Wissadula cruziana är en malvaväxtart som beskrevs av R. E. Fries. Wissadula cruziana ingår i släktet Wissadula och familjen malvaväxter. Inga underarter finns listade i Catalogue of Life.